# Leylak
Leylak (persiska: ليلَگ, ليلک, Līlag) är en ort i Iran.   Den ligger i provinsen Bushehr, i den centrala delen av landet, 800 km söder om huvudstaden Teheran. Leylak ligger 10 meter över havet och antalet invånare är 543.
Terrängen runt Leylak är platt. Runt Leylak är det ganska glesbefolkat, med 40 invånare per kvadratkilometer. Närmaste större samhälle är Choghādak, 11,2 km norr om Leylak. Trakten runt Leylak är ofruktbar med lite eller ingen växtlighet.